# Lilit Harutyunyan
Lilit Harutyunyan, född 4 april 1993, är en armenisk friidrottare. Hon deltog vid olympiska sommarspelen 2016.